# Digitale wereldbibliotheek
De Digitale wereldbibliotheek, of Bibliothèque Numérique Mondiale (BNM), World Digital Library (WDL) is een internationale digitale bibliotheek die in stand wordt gehouden door de UNESCO en de Amerikaanse Library of Congress. De naam bibliotheek is wel een beetje misleidend, want de collectie bevat ook andere archiefstukken dan boeken. Ze werd gelanceerd op 21 april 2009 en kan worden geraadpleegd in zeven talen (Engels, Frans, Spaans, Arabisch, Russisch, Chinees en Portugees).
Er wordt sindsdien verder gewerkt aan de collectie; is het de bedoeling ze ook in meerdere talen toegankelijk te maken.